# Phtheirichthys lineatus
Phtheirichthys lineatus – gatunek morskiej ryby okoniokształtnej z rodziny podnawkowatych, jedyny przedstawiciel rodzaju Phtheirichthys Gill, 1862. 
Występowanie: tropikalne i subtropikalne wody wszystkich oceanów.

## Opis
Osiąga do 76 cm długości.